# Reaching Beyond
Reaching Beyond is een muziekalbum van Coco Roussel. Naast Roussel heeft Kit Watkins een flink aandeel in de muziek. Watkins komt uit de de Verenigde Staten en speelt verschillende instrumenten. Roussel en Watkins keren terug naar de muziek die zij samen maakten in Happy The Man. Het album verscheen op het platenlabel van Watkins, Linden Music. Alle nummers zijn van Roussel.

## Musici
- Kit Watkins – alle instrumenten waaronder synthesizers, dwarsfluit, sopraansaxofoon en percussie
- Coco Roussel - percussie

## Nummers
1. Open windows 5:14
2. On the line 4:10
3. Astral way out 4:37
4. Nénuphars (water lilies) 3:54
5. Look around 5:13
6. Primitex 1:30
7. European Promenade 3:39
8. Trusting 4:35
9. Eastern Donino 4:31
10. A sudden metamorphosis 5:26
11. Le retour 6:08

## Websites
- discogs.com. Coco Roussel – Reaching Beyond, 2006.